# 207504 Markusovszky
207504 Markusovszky è un asteroide della fascia principale. Scoperto nel 2006, presenta un'orbita caratterizzata da un semiasse maggiore pari a 2,5443639 au e da un'eccentricità di 0,1080937, inclinata di 4,50978° rispetto all'eclittica.